# 鹃头蜂鹰
，是鷹形目鷹科蜂鷹屬下的一種鳥類。這個物種為中等體型的遷徙性猛禽，5月至9月間於歐洲森林內繁殖，而其他時間在非洲撒哈拉沙漠以南的林地或灌木草原渡過。西方蜂鷹如其名主要以蜜蜂或黃蜂的相關產物為食，以其在繁殖期時特殊的飛行展示聞名。
這個物種的個體變化相當大，但整體而言以其較小而帶有特殊羽毛的頭部、翅膀下的腕斑及橫紋、較大而有圓滑轉角的尾部能與其他長相相似的鵟屬物種區分。雄雌之間體型差異不大，主要在顏色上有所差異。成鳥眼睛虹膜為黃色，鳥喙黑色，腹部有著類似大理石紋路的斑紋；而幼鳥眼睛為褐色，鳥喙帶有黃色區塊，腹部及翅膀的斑紋也有所不同。
其繁殖期在五月至九月之間，每次產1—3枚卵，30—35天孵化，40—44天後可離巢，繁殖的成功率極大程度上受到食物供應及天氣冷暖的影響。雖然西方蜂鷹目前遭狩獵的問題較為嚴重，並可能有農藥毒害及撞擊致死的問題，但族群減少狀況仍尚不嚴重，故《國際自然保護聯盟瀕危物種紅色名錄》將其列為無危物種。

## 物種命名與分類
這個物種在擁有有效學名之前就已有被描述的紀錄，如英國鳥類學家法蘭西斯·威盧比等人在1676年的著作及英國博物學家埃利埃澤·阿爾賓於1731年所出版的《A natural history of birds》第一冊中就已有「Honey Buzzard」一名。瑞典自然學家卡爾·林奈於1746年引用了這些資料給予其一名。
1758年，林奈在其著作《自然系統》第十版中將西方蜂鷹的學名以二名法變更為，成為在《國際動物命名規約》下第一個有效的學名。該種小名是由拉丁語的（意為「蜜蜂」）及（意為「吃的」）所組成的詞。:51其模式產地位於瑞典。:111
1816年，法國動物學家喬治·居維葉在其著作中，根據西方蜂鷹頭部上的特殊鱗片狀羽毛、尾部及鳥喙特徵，將其獨立為一個屬；同時西方蜂鷹也因此成為了該屬的模式種。此屬名來自希臘語或，是一種曾被亞里斯多德及赫西丘斯所提及的一種猛禽之名。:298
|  | \| \| 凤头蜂鹰 \| \| \| \| \| \| 南洋蜂鹰 \| \| \| \| |
|  |                                                       |
|  | 菲律宾蜂鹰                                            |
|  |                                                       |
|  | 凤头蜂鹰                                              |
|  |                                                       |
|  | 南洋蜂鹰                                              |
|  |                                                       |

|  | 凤头蜂鹰 |
|  |          |
|  | 南洋蜂鹰 |
|  |          |

|  | \| \| 凤头蜂鹰 \| \| \| \| \| \| 南洋蜂鹰 \| \| \| \| |
|  |                                                       |
|  | 菲律宾蜂鹰                                            |
|  |                                                       |
|  | 凤头蜂鹰                                              |
|  |                                                       |
|  | 南洋蜂鹰                                              |
|  |                                                       |

|  | 凤头蜂鹰 |
|  |          |
|  | 南洋蜂鹰 |
|  |          |

|  | \| \| 凤头蜂鹰 \| \| \| \| \| \| 南洋蜂鹰 \| \| \| \| |
|  |                                                       |
|  | 菲律宾蜂鹰                                            |
|  |                                                       |
|  | 凤头蜂鹰                                              |
|  |                                                       |
|  | 南洋蜂鹰                                              |
|  |                                                       |

|  | 凤头蜂鹰 |
|  |          |
|  | 南洋蜂鹰 |
|  |          |

|  | \| \| 凤头蜂鹰 \| \| \| \| \| \| 南洋蜂鹰 \| \| \| \| |
|  |                                                       |
|  | 菲律宾蜂鹰                                            |
|  |                                                       |
|  | 凤头蜂鹰                                              |
|  |                                                       |
|  | 南洋蜂鹰                                              |
|  |                                                       |

|  | 凤头蜂鹰 |
|  |          |
|  | 南洋蜂鹰 |
|  |          |

在生物分類學上，該物種曾被認為與東方蜂鷹形成超種，甚至被認為是同一個物種，但現在已為兩個獨立的物種。:111但在歷史上曾在中亞地區（如哈薩克、阿曼）有發現數次疑似兩者雜交的個體出現。目前西方蜂鷹為單型種，沒有亞種分化。

## 形態描述
西方蜂鷹的體長52—60公分，體重平均約754.4公克，為中等體型的猛禽。其鳥喙寬平均約11.7公釐、深平均約13.7公釐、嘴峰長平均約34.8公釐；翼展118—150公分，翼長平均約40.7公分；跗蹠平均長約43.9公釐，尾長平均約25.3公分。在野外的壽命平均9年，目前最年長的個體達29歲。:111

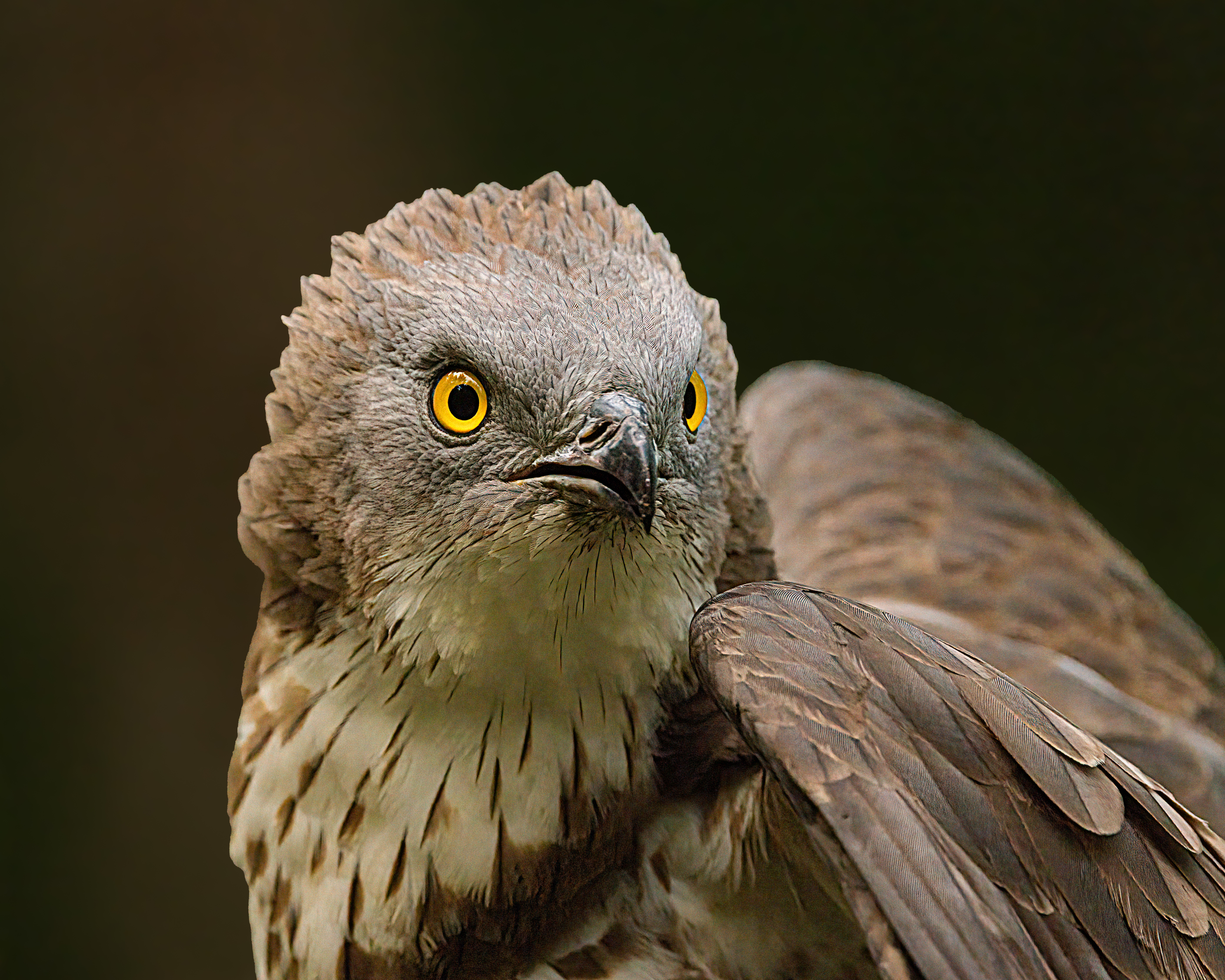
西方蜂鷹頭部擁有一圈用以保護眼睛及額頭的鱗狀剛性羽毛，攝於匈牙利

這個物種無論任何年齡及性別，其顏色和斑紋都具有相當大的個體差異。綜觀而言，成鳥鳥喙較小，眼睛虹膜為黃色；腹部會布滿斑紋，但深淺不一且疏密程度也會有不同，被形容為「大理石狀的斑紋」:111其翅膀後緣為深色，而初級飛羽末端通常淺色，腕部具有深色斑塊，以及橫貫於翅膀羽毛中間的三條水平橫紋：其中最接近基部的一條較粗，其餘兩條較細。尾部基部有兩條暗色條紋。:111雄鳥頭部灰色，背部呈灰褐色；雌鳥整體含頭部偏褐色，翅膀下的圖案較為模糊，兩者大小差異不明顯。
幼鳥外觀上則缺乏腹部的繁複花紋，蠟膜黃色而非成鳥之黑色，眼睛虹膜呈褐色。主要的羽毛顏色偏紅褐或黃褐色，初級飛羽末端多為深色，翅下可能會有更多的水平橫紋。尾部的條紋偏細且不明顯的條紋，多為四條。:111整體特徵被認為是模仿欧亚鵟幼鳥以保護自身不被蒼鷹等掠食者捕捉的緣故。
西方蜂鷹的外觀與同樣有著不少個體差異的鵟屬鳥類相似，但前者頭部狹長、尾巴較長而大並帶有圓滑的轉角。乘空翱翔時，西方蜂鷹的翅膀呈弓形或稍平、尖端下垂的形狀，是一個另一個與鵟屬物種區別的特徵（該屬鳥類通常翅膀會保持水平）。而與東方蜂鷹的差別則在西方蜂鷹的體型更大、尾巴較短、翅膀較寬，而指叉則有六個。

## 棲息環境與遷徙
西方蜂鷹主要棲息溫帶或更北方的大型森林或樹木眾多的丘陵地區，特別是在落葉林內。:111在歐洲，牠們偏好有在邊緣和開闊區域的林地出沒，而較少出現在西側偏海洋性的環境。在非洲時，主要利用樹木眾多，但樹冠較稀疏的熱帶和亞熱帶林地和灌木草原為其主要的棲息環境。這個物種通常生活於中低海拔地區，但在高加索地區或比利牛斯山的山區則可分佈至海拔近2000公尺高。:111

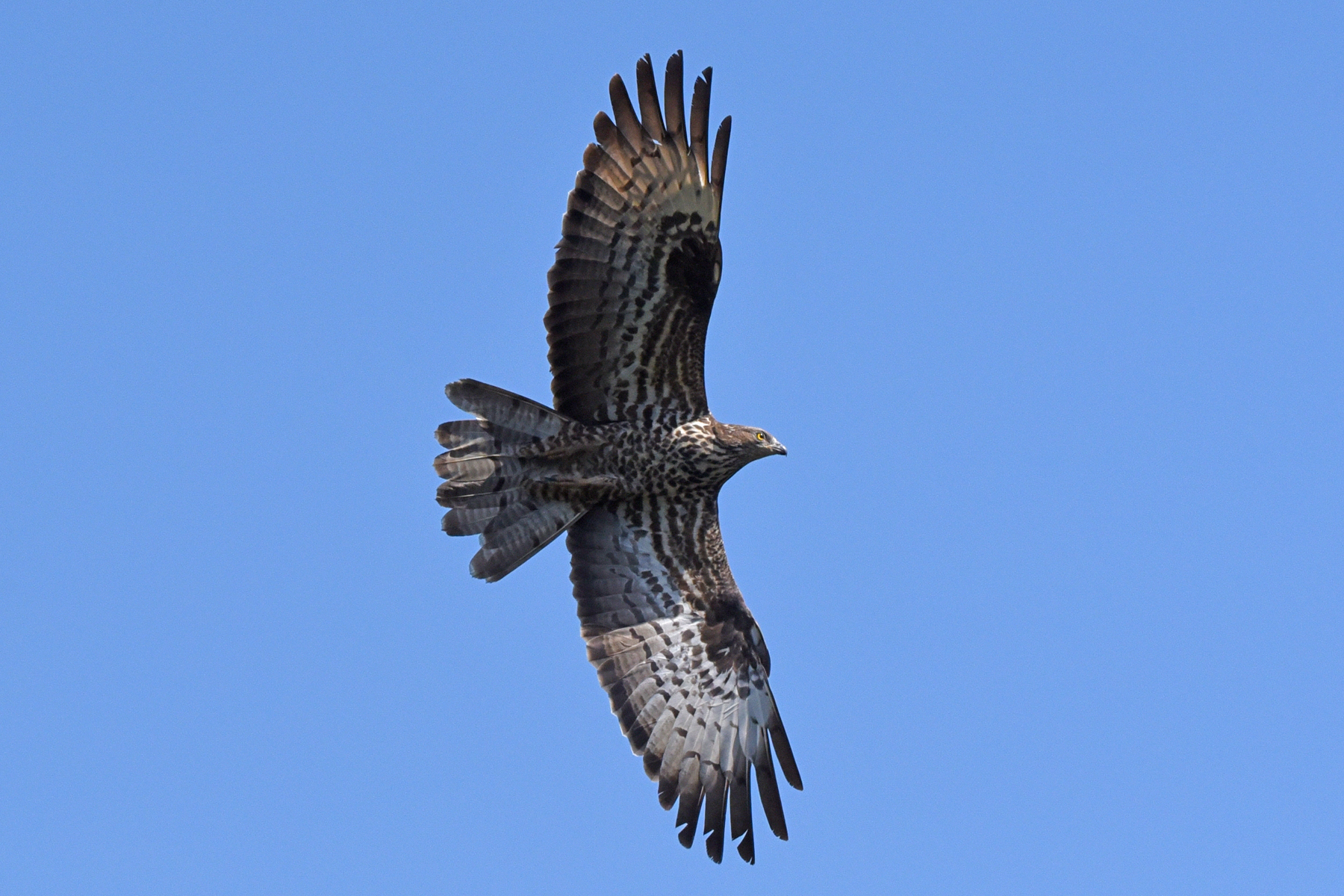
西方蜂鷹飛行時的仰視照片

這個物種也是長距離的遷徙性鳥類，在繁殖季時主要在整個歐洲及亞洲西半側（整體橫跨北緯67度至南緯37度之間），非繁殖季時則在非洲撒哈拉沙漠以南渡過（介於北緯10度至赤道之間，少部分在南緯30度的地區）。牠們最遠需自斯堪的纳维亚半岛移動到非洲中部地區，每年約飛行約3萬公里的距離，被認為是距離最長的遷徙性猛禽之一。:86遷徙時，西方蜂鷹慣於乘著熱氣流，穿越寬闊的海域；並相較於極度仰賴滑行的大型猛禽而言，還保有能以自身力量前進的動力，使牠們能更簡單地跨越如阿爾卑斯山脈的地形障礙。
秋季向南遷徙時，不同年齡的西方蜂鷹會有不同的遷徙習性：其中成鳥會傾向於繞過地中海，經直布羅陀海峽（居於西歐的族群）、博斯普魯斯海峽（居於東歐和亞洲的族群）、少部分經西西里海峽抵達非洲。所花費的遷徙時間較短，起程時間較早（8月底開始）。在直布羅陀海峽的調查顯示每年秋季會有6萬至12萬隻西方蜂鷹穿越該處。

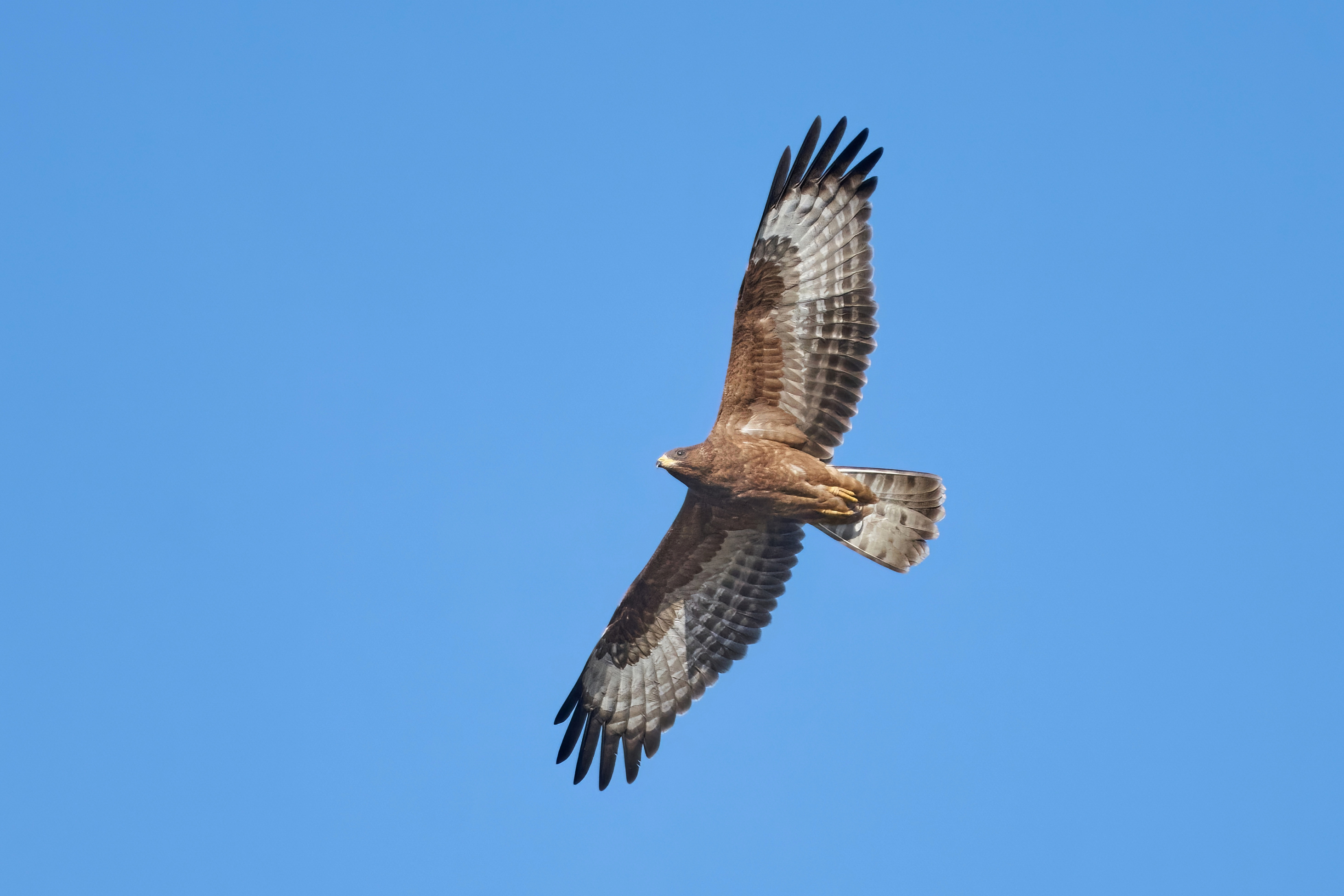
一隻未成年的西方蜂鷹，留意其尾羽紋路與成鳥之差別

亞成鳥則方向較為零散，除了通過伊比利半島之外，牠們自義大利半島穿越地中海的機率較高，整體花費的遷徙時間較長，起程時間較晚（9月中旬開始），但兩者最終都會抵達相同的區域。且無論年齡，穿越不同地區的速度都相近，其中在歐洲地區每天約飛行170公里，在撒哈拉沙漠為每天270公里，撒哈拉以南則為每天125公里。
在4—6月時的春季期間，西方蜂鷹會陸續飛回北方的繁殖地。這時其移動路徑也與秋季相似，除了利用直布羅陀海峽及博斯普魯斯海峽，西西里海峽的使用率也較秋季時來的高。這時因為海面上的熱氣流較少，可以看見牠們低空飛行而過。而剩餘大多數剛滿一歲的個體則會留在非洲度過下一個繁殖季。

## 習性
西方蜂鷹是日行性的鳥類。除了遷徙期間，這個物種甚少飛行，但因平常行為更為隱密，因此多在牠們飛行尋找合適覓食地點時才會發現其蹤影。若需要移動，牠們往往會在鄰近的樹中行短距離飛翔，而不同於一般大型猛禽會在停留空中較久。西方蜂鷹滑翔時翅膀末端微微下垂；反之翱翔時則微微弓起。牠們曾有被觀察到會在地面上等距放置新鮮樹枝的行為，但原因尚未明瞭。

### 食性
西方蜂鷹是最為特化的食蟲猛禽之一。:74這個物種以黃蜂、虎頭蜂或蜜蜂的相關物為主食，包含蜂蜜、蜂蠟、蛹、幼蟲、蟲卵、成蟲等，並因此有著保護頭、眼周及腿部特化構造以防螫咬。:74但牠們也會食用一些小型哺乳動物、爬行動物、青蛙、蠑螈、甲蟲、有翅白蟻、其他直翅目昆蟲或是雀形目等中小型鳥類（最大達斑尾林鸽的大小）的幼鳥或卵。:111植食如漿果、水果也有被記錄到是可能的食物之一。近期有報告發現牠們也會自外來種黃腳虎頭蜂的巢穴取食，並已經成為在西歐及南歐地區的蜂鷹第二主要的飲食內容。
這個物種會追蹤在空中的黃蜂，並尾隨以尋找其巢穴。:111牠們習慣於在隱藏在低矮的枝幹上尋找獵物，將樹上的蜂巢拆除或用爪子刨出地下巢穴，或直接在空中捕捉獵物。:111而成鳥在餵食幼鳥時主要以黃蜂幼蟲為主，蜂巢則可能會遺留在巢上。

### 繁殖
西方蜂鷹的繁殖季約在5月中旬至9月下旬之間，在此期間的行動較為隱密。這個物種採單獨繁殖。:111每年僅育雛一次。在飛抵繁殖地區的頭兩三週內，成年雄鳥會進行一種在滑翔後展翅急劇上升，停滯，然後顫動或搖晃數次高舉的翅膀，再急劇下降的動作，做為一種對領域的宣示；雌鳥及幼鳥也會展示這種行為但動作不完整，是目前在蜂鷹屬鳥類僅見的行為。

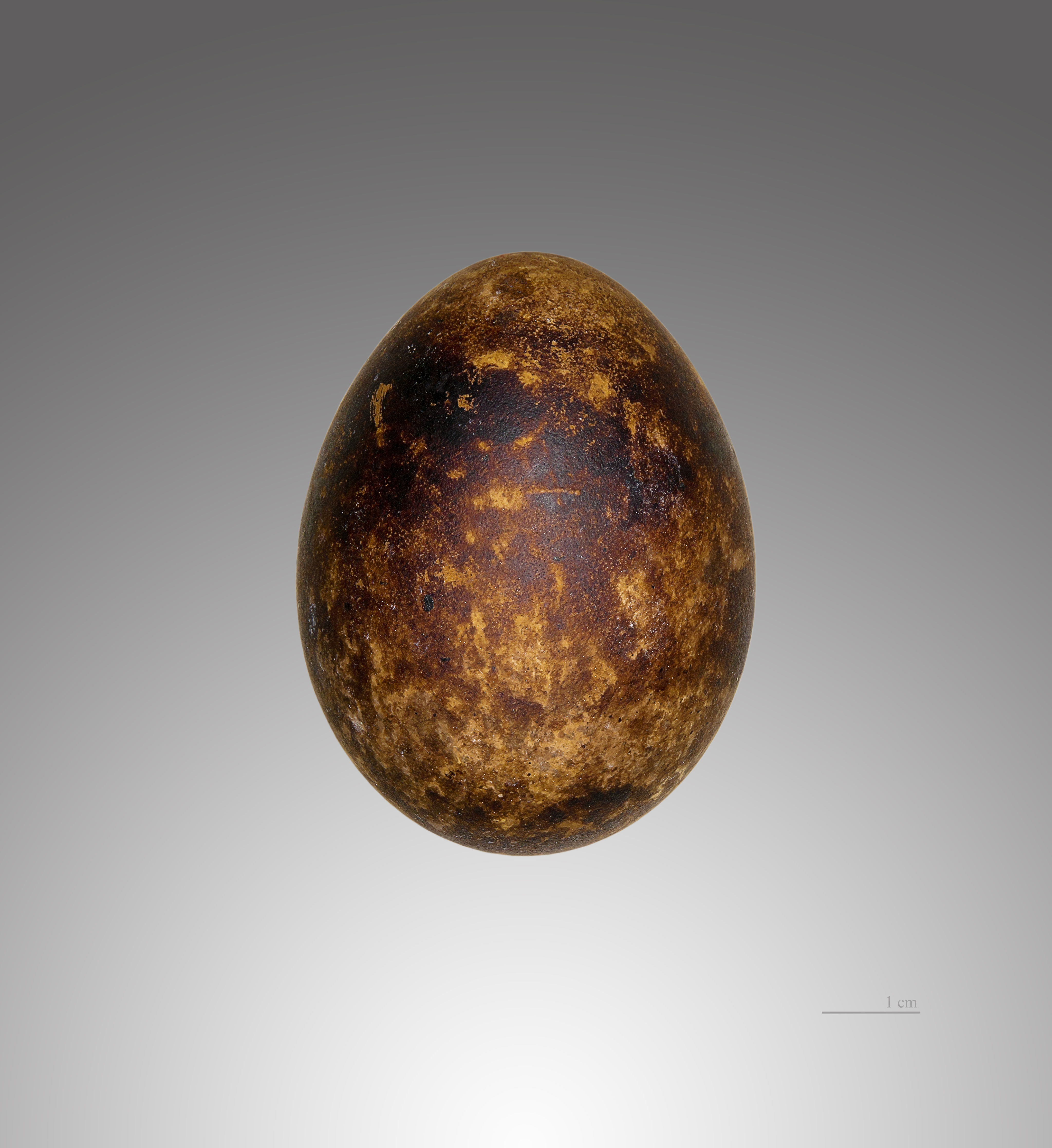
卵標本，藏於德國黑森邦威斯巴登博物館

成鳥在飛抵繁殖地後就會開始建築巢穴。雄雌雙方每年都會使用新鮮的小型枝條和葉子在樹上（尤偏好落葉樹）搭建一個小平台育幼，或在另一種大型鳥類的舊巢上進行擴建。:111巢穴的位置通常在離地8—26公尺高的地方。產卵高峰期在5—6月之間，每次產1—3枚卵（平均2枚），每隔2—5天產下一枚。卵呈光滑的橢圓形，介於白色至奶油色之間，常帶有大小不一的栗紅色或紅褐色斑塊。卵大小為長50.8公釐、寬41.1公釐。孵卵期約30—35天，由雙親輪流孵化。:111

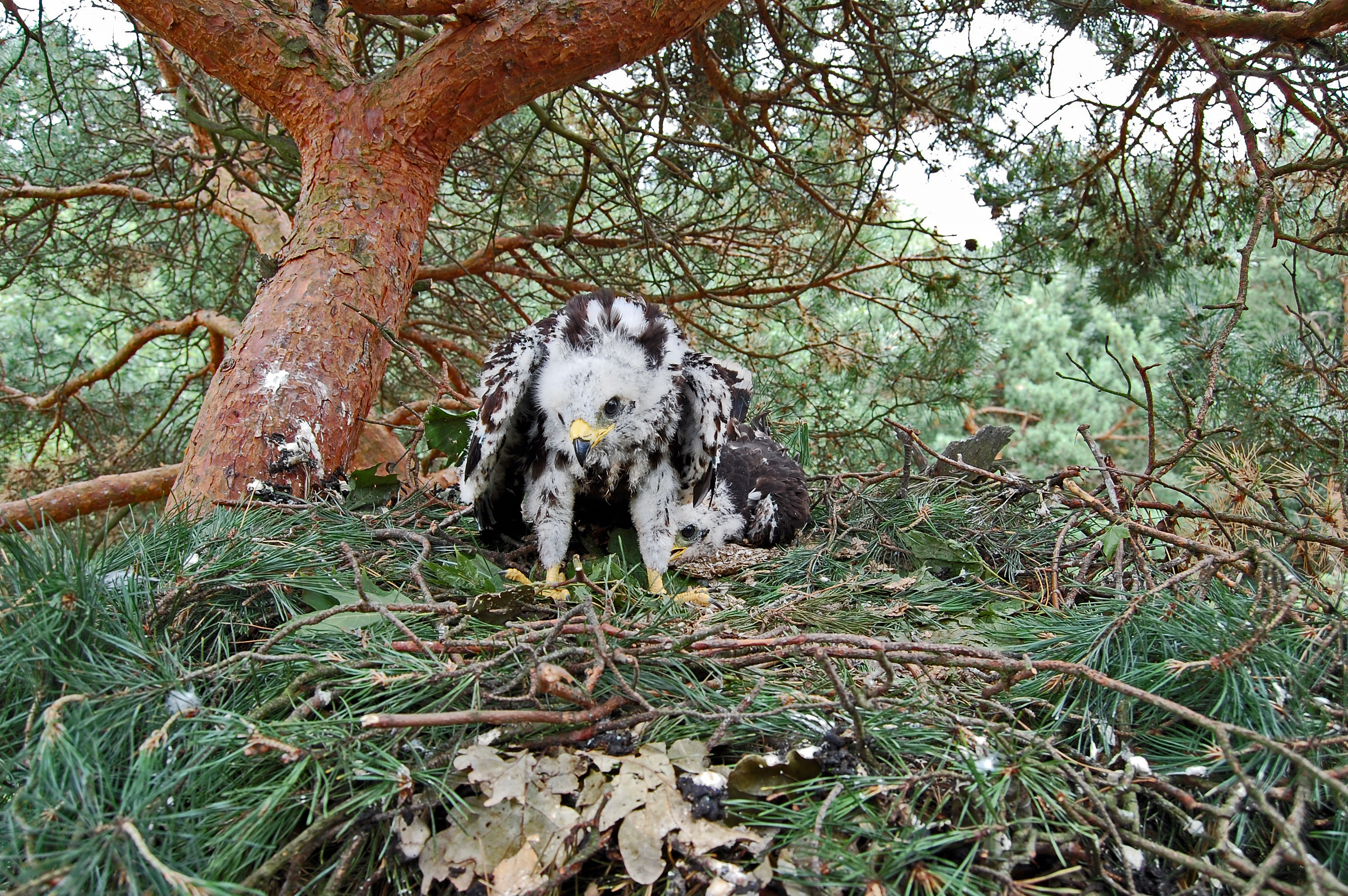
兩隻分別為28日齡及30日齡的西方蜂鷹幼鳥與其巢穴，留意其鳥喙上的黃色部分

這些剛誕生的雛鳥，體色為上半灰色下半白色，鳥喙基部會隨著時間逐漸轉黃，腳爪則逐漸轉黑。:111雛鳥由雙親輪流餵食，但第一週主要由雌鳥負責。:111這些雛鳥為半晚熟性，大約25天時才長出羽毛，28天後會開始積極運動。幼鳥在40—44天內有飛行離巢的能力，但至少還會在之後的一個月內由雙親繼續照顧。:111
其孵化成功率受食物供應和天氣變化的影響很大，寒冷、潮濕的春天導致的黃蜂減少相當程度地影響了成功率。:111在不同國家中的調查中也有相當大的成功率落差：在德國每次繁殖約0.1—1.1隻雛鳥成功離巢；在英國58年的時間內錄得91％的成功率；在瑞典1980年代末的調查則得到了每對配對成功養育了0.6隻幼鳥的數據。西方蜂鷹通常在兩歲時首次進行繁殖。

### 叫聲
西方蜂鷹是個較為安靜的猛禽，在個體、性別之間可能存在相當大的差異，會隨情感狀態決定其叫聲長度、強度和音高。在育幼時或者準備離開繁殖地前，能聽見其叫聲的機率最大。被記錄到的叫聲有「peee-haa」、「pee-ee-aah」、「glee-yee」、有清晰悠長音調的「whee-oo」或「whi-wheeoo」。是與成年普通鵟完全不同的叫聲。

## 威脅與天敵
西方蜂鷹在遷徙過程中所途經之處遭到射擊致死的情形相當嚴重，如義大利或馬爾他。:111這個物種除了是在秋季狩獵活動期間最常遭到獵殺的猛禽之外，在喬治亞也很常被捕捉用以食用或藥用。早在1809年的書籍中，非繁殖季時期的蜂鷹就被描述為「肥美而可口」。一份2020年的研究顯示所有途經喬治亞的蜂鷹中，有1.1％的個體因這些活動而遭到影響。
除了最直接性的狩獵活動影響，風力發電廠的建設而導致碰撞或遭路殺也是目前已知較為次要的數量下降原因。因為這個物種可能會食用蝗蟲，非洲國家較不受管控的農藥使用習慣也是可能的族群減少因素之一。蒼鷹及大型的雕鸮属或林鴞屬貓頭鷹也可能會攻擊西方蜂鷹。

## 保育情形
目前西方蜂鷹預估有29萬至43萬隻可繁殖的個體。在歐洲，這個物種是相當常見的鳥類，且受到12個歐洲國家監測其繁殖情況。其族群趨勢被認為較為穩定，雖然在歐洲地區的數量過去25年內下降了約3％，但佔有當中一半繁殖族群的俄羅斯族群則相當穩定。在分佈範圍極廣且族群穩定的情況下，《國際自然保護聯盟瀕危物種紅色名錄》將其列為無危物種。
- 《保护野生动物迁徙物种公约》附錄二物種[32]
- 《猛禽諒解備忘錄（英语：Memorandum of Understanding on the Conservation of Migratory Birds of Prey in Africa and Eurasia）》附錄一物種[26][33]

## 外部連結
- 维基共享资源上的相關多媒體資源：西方蜂鷹
- 維基物種上的相關：西方蜂鷹
- VIREO上西方蜂鷹的圖片
- Xeno-canto上有关西方蜂鷹的錄音
- 西方蜂鷹的飛行展示影片紀錄 （页面存档备份，存于）